# Косов, Виктор Николаевич
Виктор Николаевич Косов (1922—1980) — старший сержант Рабоче-крестьянской Красной Армии, участник Великой Отечественной войны, Герой Советского Союза (1944).

## Биография
Виктор Косов родился 3 января 1922 года в селе Климоуцы (ныне — Свободненский район Амурской области). После окончания семи классов школы работал сначала водителем, затем электрослесарем на шахте. В марте 1942 года Косов был призван на службу в Рабоче-крестьянскую Красную Армию. Окончил полковую школу. С августа 1942 года — на фронтах Великой Отечественной войны. Принимал участие в боях на Донском, Юго-Западном и 3-м Украинском фронтах. Участвовал в Сталинградской битве, освобождении Ростовской области и Украинской ССР.
К сентябрю 1943 года старший сержант Виктор Косов командовал отделением взвода пешей разведки 1116-го стрелкового полка 333-й стрелковой дивизии 12-й армии Юго-Западного фронта. Отличился во время битвы за Днепр. 26 сентября 1943 года в составе штурмовой группы Косов переправился через Днепр и первым ворвался в немецкую траншею, убив офицера. 26 сентября — 4 октября 1943 года отделение Косова успешно держало оборону на плацдарме, отразив 7 немецких контратак. В тех боях он уничтожил 16 солдат и офицеров противника.
Указом Президиума Верховного Совета СССР от 19 марта 1944 года за «отвагу и мужество, проявленные при форсировании Днепра» старший сержант Виктор Косов был удостоен высокого звания Героя Советского Союза с вручением ордена Ленина и медали «Золотая Звезда» за номером 3969.
После окончания войны Косов был демобилизован. Проживал сначала в Сочи, где работал водителем, а позднее переехал в город Спасск-Дальний Приморского края. Умер 12 декабря 1980 года, похоронен на городском кладбище Спасска-Дальнего.
Был также награждён орденом Отечественной войны 2-й степени и рядом медалей.
В честь Косова названа улица в его родном селе.